# محوطه گورستان لنگه تماجان
محوطه قبرستان لنگه تماجان مربوط به دوران‌های تاریخی پس از اسلام است و در شهرستان املش، بخش رانکوه، روستای تماجان واقع شده و این اثر در تاریخ ۲ آبان ۱۳۸۲ با شمارهٔ ثبت ۱۰۶۲۸ به‌عنوان یکی از آثار ملی ایران به ثبت رسیده است.